# Strachowice (Wrocław)

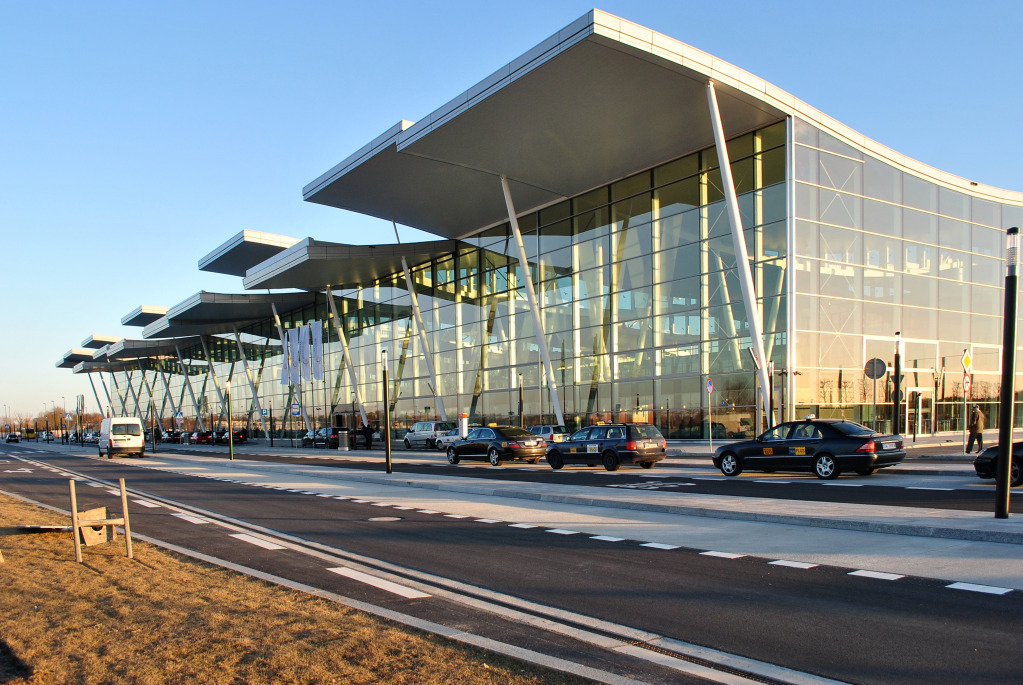
Port lotniczy Wrocław-Strachowice im. Mikołaja Kopernika

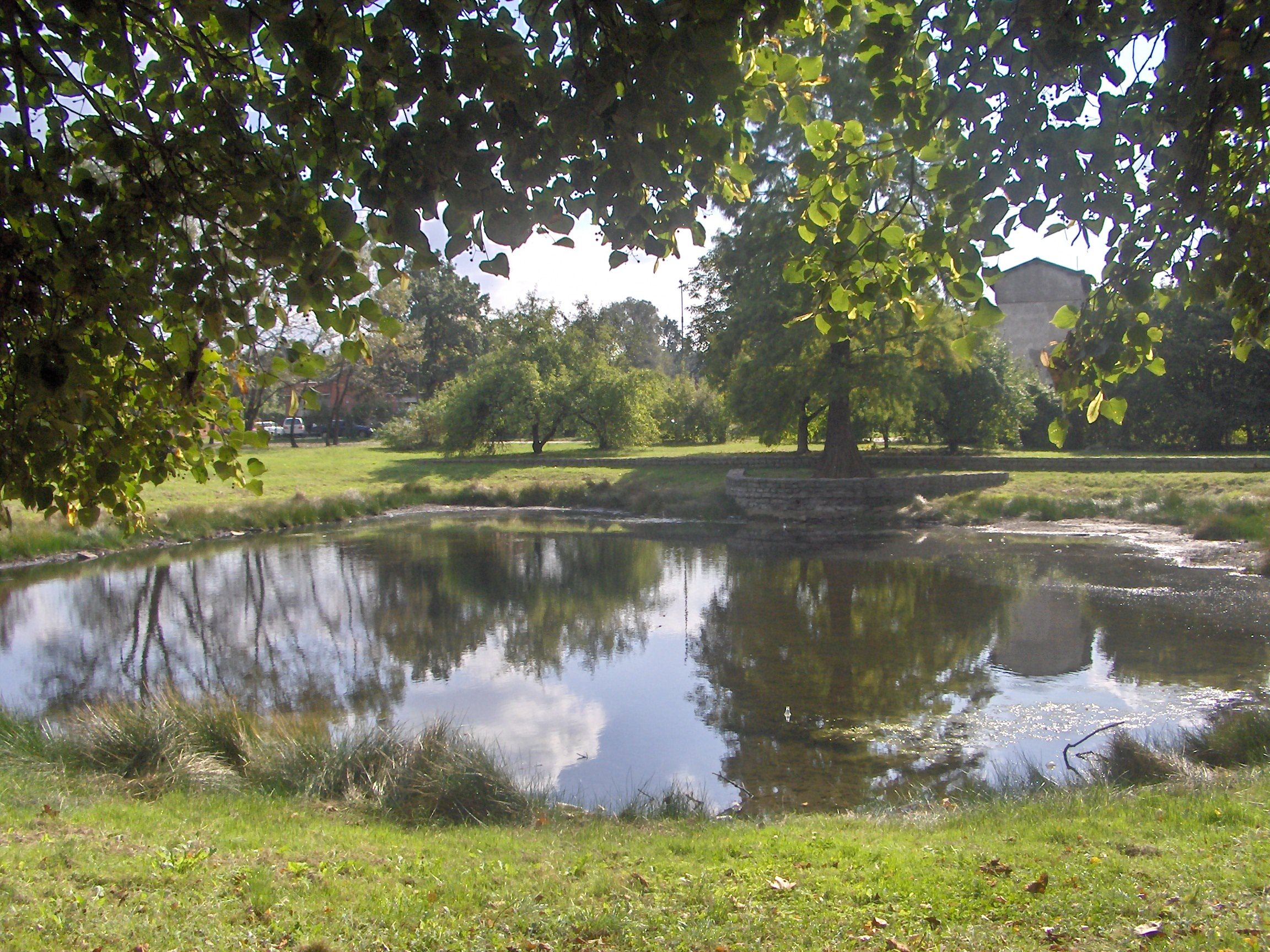

Strachowice (do 1937 niem. Strachwitz, 1937–1945 Schöngarten) – pierwotnie wieś, a od 1 stycznia 1973 do 1990 roku osiedle w południowo-zachodniej części Wrocławia, w byłej dzielnicy Fabryczna. Od roku 1990 część osiedla Jerzmanowo-Jarnołtów-Strachowice-Osiniec.
Znajdowały się na południe od osiedli Jarnołtów, Jerzmanowo, Osiniec i Żerniki, na zachód od osiedla Muchobór Wielki. W południowej części Strachowic usytuowane było wybudowane w 1936 lotnisko wojskowe Breslau-Schöngarten. Obecnie cywilno-wojskowy port lotniczy Wrocław-Strachowice im. Mikołaja Kopernika.

## Nazwa
Nazwa pochodzi od polskiego słowa określającego emocję ludzką "strachu". Niemiecki językoznawca Heinrich Adamy w swoim dziele o nazwach miejscowych na Śląsku wydanym w 1888 roku we Wrocławiu wymienia najstarszą nazwę miejscowości w staropolskiej formie "Strachwicz" tłumacząc jej znaczenie "Schreckendorf" czyli po polsku "Wieś strachu, wystraszona wieś". Nazwa została później fonetycznie zgermanizowana przez Niemców na Strachwitz w wyniku czego utraciła swoje pierwotne znaczenie. 
W 1938 ze względu na polskojęzyczne brzmienie zgermanizowana nazwa przemianowana została przez nazistowską administrację III Rzeszy na Schöngarten

## Historia
Pierwszy raz wzmiankowane w 1305 roku. Z 1330 pochodzi informacja o istnieniu folwarku zajmującego 7 morgów ziemi. W XIV w. folwark był również gródkiem. Przyjaciółka Goethego Karolina von Stein odnotowała, że gdy w 1803 była w Strachowicach miejscowe dziewczęta "śpiewały także polskie pieśni". 
Na osiedle docierają dwie dzienne linie autobusowe: 106 (Port Lotniczy – Dworcowa) i 129 (Port Lotniczy - Poświęcka (Ośrodek Zdrowia) oraz jedna nocna 206 (Dworzec Autobusowy - Port Lotniczy).